# Geomys tropicalis
Geomys tropicalis är en däggdjursart som beskrevs av Edward Alphonso Goldman 1915. Geomys tropicalis ingår i släktet Geomys och familjen kindpåsråttor. Inga underarter finns listade i Catalogue of Life.
Denna gnagare förekommer endemisk i en liten region i östra Mexiko i delstaten Tamaulipas. Habitatet utgörs av sandmark som är glest täckt med växtlighet.
Arten blir med svans cirka 240 till 270 mm lång. Den har kanelbrun till ljusbrun päls på ovansidan med några mörkare hår på huvudet och ryggens mitt. Undersidan och fötterna bär vit päls. På den köttfärgade svansen finns bara enstaka hår. Vid framtassarna finns stora kraftiga klor. Liksom andra arter av släktet har Geomys tropicalis kindpåsar. Honor är oftast mindre än hanar.
Individerna lever ensam och bygger underjordiska bon. De äter rötter, rotfrukter och jordstam samt några växtdelar som de hittar ovanpå marken nära boets ingång. Vid boets utgång skapas en jordhög. Fläckskunkar (Spilogale) är gnagarens naturliga fiender.
Utbredningsområdet och beståndet minskar när det ursprungliga landskapet omvandlas till jordbruksmark eller städer. IUCN kategoriserar arten globalt som akut hotad.